# 小行星25115
小行星25115（25115 Drago）是一颗绕太阳运转的小行星，为主小行星带小行星。该小行星于1998年9月发现。

## 轨道参数
小行星25115的轨道半长轴为418 750 611 km（2.7991351 UA），离心率为0.038。